# 1995 AK1
1995 AK1 är en asteroid i huvudbältet som upptäcktes den 6 januari 1995 av de båda japanska astronomerna Masanori Hirasawa och Shohei Suzuki vid Nyukasa-observatoriet.
Asteroiden har en diameter på ungefär 10 kilometer.